# Tmpfs
tmpfs (zkratka pro Temporary File System) je paradigma dočasného ukládání souborů implementované v mnoha operačních systémech na bázi Unixu. Má se zobrazovat jako připojený souborový systém, ale data jsou uložena v nestálé paměti namísto trvalého úložného zařízení.

## Fungování
Vše uložené v tmpfs je dočasné v tom smyslu, že žádné soubory nebudou přímo vytvářeny na energeticky nezávislém úložišti, jako je pevný disk (ačkoli odkládací prostor se používá jako záložní úložiště v případě nedostatku paměti). Při restartu bude vše v tmpfs ztraceno.
Paměť používaná tmpfs roste a zmenšuje se tak, aby se přizpůsobila souborům, které obsahuje.
Mnoho unixových distribucí povoluje a používá tmpfs ve výchozím nastavení pro /tmp větev systému souborů nebo pro sdílenou paměť. Toto může být zobrazeno pomocí příkazu df.
Některé distribuce Linuxu (např. Debian) nemají připojené tmpfs  na /tmp; v tomto případě soubory pod /tmp budou uloženy ve stejném systému souborů jako / (kořen).

## Implementace
Existuje několik nezávislých variant konceptu tmpfs. Jeden z prvních byl vyvinut společností Sun Microsystems pro SunOS a další operační systémy jako BSD a Linux poskytly své vlastní.

## Pro a proti

### Výhody
Vzhledem k vyšším rychlostem RAM ve srovnání s diskovým úložištěm umožňuje tmpfs mnohem rychlejší vyrování paměti, když je uložena v jednom, což vede k efektivnějšímu celkovému systému. Protože se RAM po restartu vymaže, tmpfs zabraňuje přílišnému zahlcení systémů, aniž by uživatel musel ručně mazat dočasné soubory. Ukládání souborů do paměti RAM navíc zabraňuje příliš rychlému zaplnění disků a prodlužuje životnost disků SSD snížením počtu zápisů.

### Nevýhody
Na systémech s méně RAM zaplní tmpfs paměť rychle.
Pokud jsou soubory mezipaměti uloženy v tmpfs, programy při restartu ztratí svá data uložená v mezipaměti.